# Pee Mak
Pee Mak è un film thailandese di genere commedia dell'orrore del 2013, ispirato a Mae Nak Phra Khanong, una leggenda popolare thailandese.

## Trama
Pee Mak ritorna dalla guerra nel suo villaggio del Siam insieme ai suoi quattro amici e commilitoni Aey, Ter, Shin e Puak. Può finalmente riabbracciare sua moglie Nak e vedere per la prima volta suo figlio Dang, nato mentre lui era a combattere al fronte.
Tuttavia nel villaggio non viene accolto con benevolenza e affetto; anzi viene evitato perfino dai suoi stessi parenti. Inseparabili invece i suoi quattro bizzarri amici; al punto che decidono di stabilirsi in una casa disabitata di fronte a quella di Mak e Nak. Pian piano anche loro si accorgono della strana atmosfera che avvolge la casa del loro amico e la loro attenzione si concentra sulla misteriosa figura della moglie, custode secondo loro di un macabro segreto.
I sospetti si concretizzano quando Ter scopre accidentalmente un cadavere sepolto dietro la casa di Mak con indosso lo stesso anello nuziale di Mak e Nak.